# Yield
Yield – album amerykańskiego zespołu grunge’owego Pearl Jam, wydany w 1998 r.
Album miał być próbą powrotu do rockowych korzeni. Nie odniósł on jednak sukcesu na miarę swych poprzedników. Nastąpiło w nim niemal zupełne zerwanie z grunge’ową konwencją. Zespół prezentuje się na tej płycie bardzo dojrzale, zarówno w sferze muzycznej jak i lirycznej. Pearl Jam wrócił do nagrywania teledysków (zaprzestał tego po Ten) – powstał animowany wideoklip do utworu „Do the Evolution”, a także koncertowy zapis „Brain of J.”. W trakcie trasy koncertowej promującej ten album Jack Irons zachorował i zastąpił go Matt Cameron, który w końcu został na stałe perkusistą zespołu.
Album w Polsce uzyskał certyfikat złotej płyty.

## Lista utworów
1. „Brain of J.” – 3:00
2. „Faithfull” – 4:18
3. „No Way” – 4:19
4. „Given to Fly” – 4:01
5. „Wishlist” – 3:26
6. „Pilate” – 3:00
7. „Do the Evolution” – 3:54
8. „Untitled [Red Dot]” – 1:06
9. „MFC” – 2:27
10. „Low Light” – 3:46
11. „In Hiding” – 5:00
12. „Push Me Pull Me” – 2:28
13. „All Those Yesterdays” – 7:46